# Kengne Ludovick
Kengne Ludovick Takam (ur. 21 czerwca 1983 w Dualii) – kameruński piłkarz. Występuje na pozycji napastnika.

## Kariera
Kengne dołączył do Balestier Khalsa FC w 2005 roku, a do swojego obecnego klubu Home United F.C. trafił w 2007 roku. W 2010 został królem strzelców w tajskiej ekstraklasie, zdobywając dla Pattaya United 17 bramek. Następnie grał w takich klubach jak: Chonburi FC, Pattaya United, Police United, Phuket FC, Royal Thai Navy, Krabi FC, Ayutthaya FC i Kopoon Warrior.

## Sukcesy

### Drużynowe
- Wicemistrzostwo kraju z Home United F.C.: 2007
- Trzecie miejsce w S-League z Home United F.C.: 2008
- Trzecie miejsce w Pucharze Ligi Singapurskiej : 2009

### Indywidualne
- Młody piłkarz roku S-League: 2006
- Yeo's People's Choice Award: 2008
- Nagroda za zdobycie 100 goli: 2009
- TPL Gracz miesiąca